# Хушиця
Хушиця (словен. Hušica) — поселення в общині Тржич, Горенський регіон, Словенія. Висота над рівнем моря: 587,3 м.